# Бумба и Нгоко
Бумба и Нгоко (фр. Boumba-et-Ngoko) — один из 4 департаментов Восточного региона Камеруна. Находится в юго-восточной части региона, занимая площадь в 30 389 км².
Административным центром департамента является город Йокадума (фр. Yokadouma). Граничит с Республикой Конго на юге, и Центральноафриканской Республикой на северо-востоке и востоке, а также департаментами: От-Ньонг (на западе) и Кадеи (на севере).

Департамент Бумба и Нгоко на карте Восточного региона

## Административное деление
Департамент Бумба и Нгоко подразделяется на 4 коммуны:
1. Гари-Гомбо (фр. Gari-Gombo)
2. Молунду (фр. Moloundou)
3. Салапумбе (фр. Salapoumbé)
4. Йокадума (фр. Yokadouma)